# Speed Freak
Speed Freak es un juego de arcade vector monocromático creado por Vectorbeam en 1979. Junto con Night Driver de Atari, es uno de los primeros juegos de conducción en primera persona y el primer juego conocido por usar gráficos vectoriales.

## Jugabilidad
El juego es una simulación de manejo detrás del volante donde el conductor baja la velocidad de una carretera sin cuerda generada por computadora pasando por otros autos, autostopistas, árboles, vacas y cactus. Ocasionalmente, un avión volará sobre la pantalla. Uno debe evitar chocar contra estos objetos y completar la carrera en el tiempo asignado. El jugador puede bloquearse tantas veces como quiera antes de que se acabe el tiempo y los jugadores recibieron dos animaciones diferentes. El primero fue un simple efecto de parabrisas agrietado, el segundo fue un choque donde el auto explota en partes de autos que vuelan por el aire.